# Клеман, Давид
Давид Клеман (фр. David Clément; 1701—1760) — французский проповедник в Ганновере.
Сын эмигранта-гугенота, библиограф, автор «Bibliothèque curieuse historique et critique, ou catalogue raisonné de livres difficiles à trouver» (Геттинген и Ганновер, 1750—1760) — алфавитного перечня редких в его время книг.